# Strawn (Teksas)
Strawn je grad u američkoj saveznoj državi Teksas. Prema popisu stanovništva iz 2010. u njemu je živjelo 653 stanovnika.